# Grant Imahara
Grant Masaru Imahara (ur. 23 października 1970 w Los Angeles, zm. 13 lipca 2020) – amerykański elektronik, robotyk, prezenter telewizyjny i aktor. Do 2014 roku członek ekipy programu telewizyjnego Pogromcy mitów (Mythbusters). Zwycięzca „Walk Robotów” emitowanych na Discovery Science.

## Życiorys
Tworzył efekty specjalne w trylogii Gwiezdne wojny (zrealizowanej w latach 1999–2005). Zajmował się również tworzeniem modeli do innych kasowych filmów w tym do A.I. Sztuczna inteligencja, Matrix Reaktywacja, Matrix Rewolucje, czy Terminator 3: Bunt maszyn.
Do Pogromców mitów dołączył w 2005 już jako doświadczony robotyk. Zajmował się tam tworzeniem robotów i różnego rodzaju elektronicznych gadżetów niezbędnych do testowania mitów. Odszedł w 2014 wraz z Kari Byron i Tory Belleci.
Wraz z Kari i Torym spotkał się ponownie na planie w 2016 roku. Razem byli głównymi prowadzącymi nowego show popularnonaukowego – White Rabbit Project.
Jako aktor wystąpił w kilkunastu rolach epizodycznych, głównie w filmach krótkometrażowych. Grał m.in. Hikaru Sulu w Star Trek Continues, czyli fanowskiej produkcji bazującej na realiach z klasycznej serii Star Treka z lat 60 XX wieku.
W ostatnich latach życia pracował m.in. jako konsultant dla Walt Disney Imagineering Research & Development oraz projektant w Spectral Motion. Współtworzył animatroniczną postać SpiderMana dla parku rozrywki Disneya.
Zmarł w wieku 49 lat. Przyczyną śmierci było pęknięcie tętniaka mózgu.

## Publikacje
- Grant Imahara, Kickin' Bot: An Illustrated Guide to Building Combat Robots (ISBN 0-7645-4113-7).